# Monastero di San Giovanni di Scorzione
Il monastero di San Giovanni di Scorzione detto anche "a Scorzone" era un edificio religioso, oggi sconsacrato, situato a Teramo in piazza Giuseppe Verdi, nel rione Santa Maria a Bitetto. Oggi è sede del Liceo musicale "Gaetano Braga".

## Storia
Le notizie principali sulla vita del monastero si hanno dal "Cartulato" rinvenuto alla fine dell'800 nel Duomo di Teramo, che documenta le vicende del monastero dalla fondazione sino al XV secolo.
Il monastero storico di San Giovanni fu fondato fuori dalle mura di Teramo, nella località degli Scorzoni, nel comune attuale di Torricella Sicura, nel 1005 a seguito di un lascito di beni da parte del conte Teutone e di sua moglie Ingeltrude, all'abbazia di Montecassino, affinché in questa zona, presso località Pastignano, si edificasse un monastero dell'ordine benedettino. Il monastero era occupato dalle benedettine femmine, così come il monastero di San Pietro ad Azzano dei benedettini uomini, presto con delle donazioni dei Conti Aprutini, divenne molto potente e influente nella valle del Vezzola. 
Durante il vescovado di Francesco Chierigatto (1522-1539) il monastero fu chiuso in quanto avvennero dei fatti ingiuriosi riguardanti le suore e i monaci di San Pietro in Azzano, lussuria e corruzioni; secondo altri, come lo storico Muzio Muzii, il monastero stava divenendo troppo influente e potente nei possedimenti tanto da minacciare l'autorità della Diocesi Aprutina. Il convento, mentre era eretto dalla badessa Carmosina, venne chiuso, e  le monache furono trasferite nella chiesa omonima dentro il rione di Santa Maria a Bitetto, conducendo una vita di semi-libertà, perché strettamente sorvegliate dal vescovo.
Il convento storico andò decadendo, sino a ridursi a rudere, sicché il portale romanico fu riutilizzato per la chiesa di San Giovanni in contrada Pastignano, mentre il colonnato del portico del chiostro antico fu riutilizzato per il nuovo monastero In Largo Muzii, che poi verrà rinominato Piazza Giuseppe Verdi, in occasione dell'istituzione del conservatorio "Gaetano Braga" (1892).
Attualmente del convento di Pastignano resto pochi ruderi, la chiesa doveva essere a tre navate, come testimoniato anche dal Cartulario studiato da Francesco Savini, meglio si conserva la robusta torre campanaria, usata anche come sistema difensivo.

## Il convento dentro le mura di Teramo
Il monastero del rione Santa Maria fu fondato nel XIV secolo nel 1384 da Isabella sorella di Cola di Lucio, un patrizio locale, con diploma di Carlo III d'Angiò, per installarvi il ritiro delle monache osservanti la regola di San Benedetto. Al monastero vennero poi annesse le sedi di Santa Chiara, Santa Croce, Sant'Anna e San Giovanni a Scorzone. La chiesa fu attiva fino al 1916, quando le monache si trasferirono nel monastero di San Giuliano di Fermo, nel 1930 fu concesso dal Comune come ricreatorio pubblico, e nel 1934 fu accomodato per ospitare un conservatorio musicale.
Per ciò che riguarda il chiostro del convento, alcuni studiosi riferiscono che si tratta di un'opera che mostra il passaggio di varie epoche, mentre Rubini dice che apparterrebbe al monastero fuori le mura di San Giovanni a Scorzone: esso è formato da un'area rettangolare porticata solo su tre lati, con arcate a tutto sesto, sostenute da colonne e pilastri agli angoli, poggianti su un basso muro in mattoncini, A volte le basi sono adoperate per i capitelli, e i capitelli rovesciati posti come base, a confermare la notizia di Rubini che si possa trattare di un portico trasportato da una chiesa oggi scomparsa, e successivamente rimontato. Sul lato del portico è presente una fontana dentro una nicchia incorniciata, sopra le arcate del portico è notevole un elegante marcapiano in mattoncini e tortiglioni in terracotta. Interessanti il portale con decorazioni, che doveva immettere nell'antico convento, con tre stemmi di pietra sulla parete porticata, ed altri tre sul lato adiacente.